# Vincent de Groof

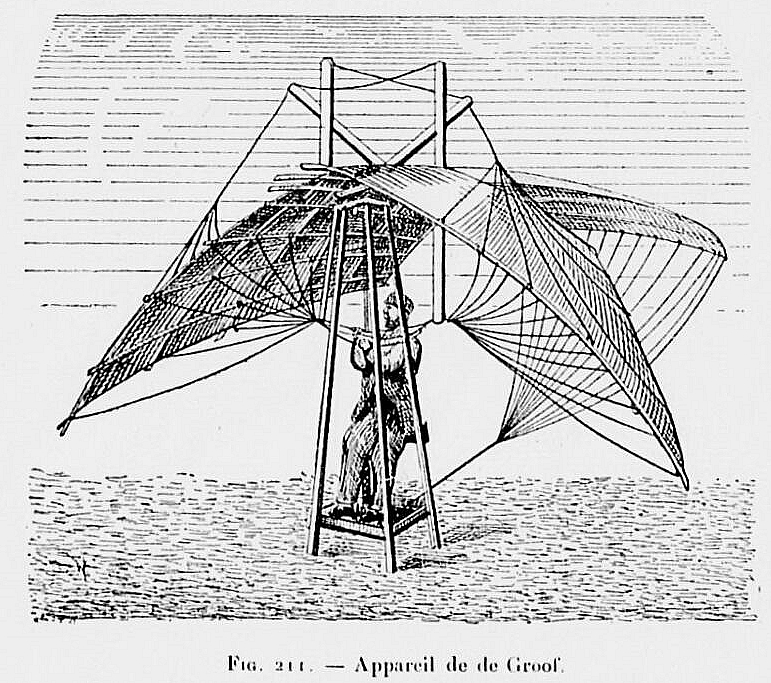
paracadute di Vincent de Groof, 1872

Vincent de Groof (Rotterdam, 1830 – Londra, luglio 1874) è stato un pioniere dell'aviazione belga. Soprannominato l'uomo volante.

## Biografia
Vincent de Groof inventò un ornitottero, con ali di sette metri mosse da leve azionate da braccia, una sorta di aliante a forma di pipistrello che sperimentò con successo per la prima volta a Bruges.
Il 29 giugno 1874 ripeté l'esperienza lanciandosi da un pallone aerostatico. Il suo mezzo perse quota violentemente ma riuscì a manovrarlo e ad atterrare.
Il 9 luglio 1874 si lanciò nuovamente da un pallone aerostatico a Londra, ma le ali del dispositivo si piegarono e si ribaltò precipitando in una strada a Chelsea.
Morì pochi giorni dopo in ospedale.
Lo scrittore Jules Verne descriverà la sua vicenda nel capitolo III del suo romanzo Robur il Conquistatore.